# Luther Burrell
Luther Burrell (wym. [ˈluː.θə bə.ˈrɛl], ur. 6 grudnia 1987 w Huddersfield) – angielski rugbysta jamajskiego pochodzenia występujący na pozycji środkowego ataku, reprezentant kraju i mistrz Anglii.

## Młodość
Burrell urodził się i wychował w Huddersfield, mieście na północy Anglii. Uczęszczał kolejno do St. Patrick’s Catholic Primary School, All Saints Catholic College i Huddersfield New College. Choć począwszy od 1996 roku trenował rugby union w miejscowym zespole Huddersfield R.U.F.C., to jednak w szkole grał w znacznie popularniejszą na owym terenie odmianę trzynastoosobową, rugby league. Jako nastolatek przez pewien czas uprawiał równolegle obie dyscypliny, w soboty grając w league a w niedziele w union. Na treningi „trzynastek” chodził do klubów Crigglestone All Blacks oraz Huddersfield Giants. W tym okresie występował w jednej drużynie z późniejszymi reprezentantami Anglii, Jermaine’em McGillvarym czy Leroyem Cudjoem.
Trenerzy grup młodzieżowych, którzy opiekowali się wówczas  początkującym zawodnikiem, wspominali, że od najmłodszych lat Burrell był większy i silniejszy od rówieśników i szybko zaczął grywać z chłopcami o rok od niego starszymi; chwalili także jego szybkość i dynamikę. Z drugiej strony podkreślali jednak braki Luthera w defensywie wynikające nie tyle z braku umiejętności, co raczej braku zaangażowania w grę obronną.
Kiedy w wieku 15 lat nie został – w przeciwieństwie do kolegi z zespołu – przyjęty do akademii Leeds Tykes, matka Burrella napisała żarliwy list elektroniczny do Stuarta Lancastera odpowiadającego wówczas w klubie za szkolenie młodzieży. Niekonwencjonalne podejście okazało się skuteczne i młody Luther otrzymał zaproszenie na testy, dzięki którym został wkrótce zawodnikiem klubu z Yorkshire.
Będąc członkiem składu akademii, nadal sporadycznie występował w spotkaniach rugby league – w wieku 17 lat zdobył z miejscową drużyną West Yorkshire trofeum Floodlit Cup.

## Kariera klubowa
Jako mający wówczas 19 lat zawodnik akademii, Luther zadebiutował w składzie pierwszej drużyny we wrześniu 2006 roku w meczu z Birmingham Bees. Dla Burrella był to jedyny pojedynek na poziomie National League One w owym sezonie, którego przeważającą część Anglik spędził w drugiej drużynie i zespole młodzieżowym. W kolejnym sezonie, 2007/2008, Leeds Carnegie było beniaminkiem English Premiership, a młody środkowy został wypożyczony celem nabrania doświadczenia do występującego poziom niżej Otley R.U.F.C.. W styczniu 2008 roku ponownie został wypożyczony do klubu z niższej ligi, Sedgley Park, choć jego pobyt w tej drużynie został zakończony po zaledwie jednym meczu w League One z uwagi na plagę kontuzji w pierwszej drużynie Leeds. Bezpośrednio po powrocie do swojego macierzystego klubu pod koniec marca 2008 roku zadebiutował w angielskiej ekstraklasie w meczu przeciwko Saracens. Choć do końca sezonu udało mu się wystąpić jeszcze w trzech meczach, nie zdołał przekonać do siebie nowych trenerów, którzy po spadku do drugiej ligi zastąpili Lancastera na stanowisku pierwszego trenera.
Dla poprawy sprawności latem 2008 roku Burrell trenował z bliźniaczym klubem rugby league, Leeds Rhinos (początkowo zawodnik związany był z oboma klubami podwójnym kontraktem). Sezon 2008/2009 ponownie spędził w Otley, zaś w sezonie 2009/2010 łączył występy w Leeds (Premiership, Anglo-Welsh Cup i European Challenge Cup) z meczami w barwach drugoligowego Rotherham (Championship i British and Irish Cup). W maju 2010 roku Burrell podpisał z Leeds pierwszy zawodowy kontrakt. Przełożyło się to także na większą liczbę szans w pierwszym zespole, jakie zaczął otrzymywać gracz z Huddersfield. W sezonie 2010/2011 wystąpił łącznie w 23 meczach Leeds, w tym 16 spotkaniach ligowych – przeszło dwukrotnie więcej niż w poprzednich czterech sezonach w drużynie z Yorkshire.
Pod koniec sezonu środkowy ataku odrzucił możliwość przedłużenia wygasającego kontraktu i przeniósł się ze zdegradowanego Leeds do Sale Sharks. Tuż przed końcem letniego okresu przygotowawczego Burrell odniósł kontuzję pachwiny, przez co opuścił kilka pierwszych ligowych kolejek. Po powrocie do pełnej sprawności miał duże trudności z przebiciem się do pierwszego składu – trener Steve Diamond wyżej cenił umiejtności Johnny’ego Leoty i klubowego kapitana Sama Tuitupo. W całym sezonie we wszystkich rozgrywkach wystąpił zaledwie 12 razy, a na boiskach Premiership zaliczył jedynie 150 minut w trzech spotkaniach.
Burrell szybko postanowił zmienić niekorzystne otoczenie i już w marcu 2012 roku związał się kontraktem z drużyną Northampton Saints. Niemal od razu wywalczył sobie miejsce w składzie „Świętych” na pozycji numer 12. Już w swoim debiutanckim sezonie wraz z zespołem Northampton dotarł do finału Premiership, w którym jednak lepsza okazała się ekipa Leicester Tigers. W decydującym pojedynku Burrell zaliczył dwie asysty przy przyłożeniach kolegów. Co nie udało się wówczas, powiodło się rok później, kiedy Saints po dogrywce pokonali Saracens. Burrell asystował wówczas przy przyłożeniu Kena Pisiego, choć telewizyjne powtórki wykazały, że Anglik popełnił błąd podania do przodu i punkty nie powinny były zostać zaliczone. W tym samym roku Northampton dotarło do finału Anglo-Welsh Cup (porażka z Exeter Chiefs) i Pucharu Challenge (zwycięstwo nad Bath Rugby). W międzyczasie, w grudniu 2013 roku Burrell – jako jeden z pięciu zawodników Saints – podpisał nowy kontrakt z klubem.
„Świętym” nie udało się obronić tytułu w kolejnym sezonie, kiedy co prawda sezon zasadniczy zakończyli zajmując pierwszą lokat, jednak w półfinale ulegli Saracens. Po zamieszaniu związanym z udziałem Pucharem Świata, Burrell opuścił początkową fazę sezonu 2015/2016. Po powrocie do gry nie potrafił wrócić do optymalnej sprawności i dyspozycji, przez co na pewien czas stracił miejsce w składzie na rzecz Harry’ego Maillindera. Ostatecznie Northampton zakończyło sezon na rozczarowującym piątym miejscu, po raz pierwszy od 2009 roku nie awansując do finałowej fazy pucharowej.
W listopadzie 2016 roku zawodnik zdementował doniesienia medialne łączące go z francuskim gigantem RC Toulonnais.

## Kariera reprezentacyjna
Z uwagi na jamajskie korzenie Luther uprawniony był do gry w kilku drużynach narodowych. W 2009 roku otrzymał powołanie do reprezentacji Indii Zachodnich (kombinowanego zespołu składającego się z zawodników z 12 karaibskich krajów) na turniej Hong Kong Sevens. Choć turniej należał do oficjalnego cyklu IRB Sevens World Series, zespół Indii Zachodnich nie był notowany przez światową federację, przez co impreza nie miała wpływu na możliwość przyszłej gry młodego środkowego dla Anglii.
Burrell dość długo musiał czekać na pierwszą szansę gry w angielskiej kadrze. W połowie 2013 roku, po serii dobrych występów w klubie i wskutek kontuzji Joela Tomkinsa został awaryjnie powołany przez znanego mu z Leeds Stuarta Lancastera do drużyny wyruszającej na serię spotkań do Ameryki Południowej. Zawodnik Northampton nie wystąpił w żadnym test meczu z Argentyną, a jedynie w sparingu z mieszaną południowoamerykańską ekipą CONSUR XV. W sierpniu nazwisko Burrella znalazło się na liście z szerokim składem England Saxons, drugiej reprezentacji Anglii. Niemniej kontuzje środkowych, Brada Barritta i Manu Tuilagiego sprawiły, że wywodzący się z Huddersfield zawodnik otrzymał powołanie do pierwszej drużyny na jesienne spotkania z Australią, Argentyną i Nową Zelandią. Mimo sugestii części mediów ponownie nie otrzymał jednak szansy debiutu, zostając nawet zwolniony ze zgrupowania do klubu na mecz ligowy.
W styczniu 2014 roku otrzymał powołanie na zbliżający się Puchar Sześciu Narodów. Zadebiutował 1 lutego w spotkaniu z Francją – został wówczas pierwszym urodzonym w Huddersfield reprezentantem Anglii w rugby union od czasów debiutu Nima Halla w 1947 roku. Swój premierowy występ Burrell uczcił zdobytym przyłożeniem, a ta sama sztuka udała mu się jeszcze dwukrotnie podczas trzech kolejnych meczów, ze Szkocją i Walią. Anglicy zajęli ostatecznie drugie miejsce mimo równej ze zwycięską Irlandią liczby punktów. W czerwcu zawodnik Northampton znalazł się w składzie angielskiej drużyny wyjeżdżającej na tournée do Nowej Zelandii.
Podczas Pucharu Sześciu Narodów 2015 Burrell współtworzył z Jonathanem Josephem podstawową parę środkowych. Anglicy zakończyli turniej z czterema zwycięstwami i tylko jedną porażką, co jednak wystarczyło zaledwie do zajęcia drugiej lokaty.
Mimo miejsca w pierwszym składzie podczas dwóch minionych edycji Pucharu Sześciu Narodów, zawodnik Northampton nie mógł być pewien powołania na rozgrywany w kraju Puchar Świata 2015. O cztery miejsca w drużynie walczyło pięciu środkowych ataku – oprócz Burrella byli to Brad Barritt, Sam Burgess, Jonathan Joseph i Henry Slade. Ostatecznie absolwent akademii Leeds nie znalazł się w 31-osobowym składzie ogłoszonym przez selekcjonera Lancastera. Wybór w jego miejsce Sama Burgessa, byłej gwiazdy rugby league o niespełna rocznym doświadczeniu w „piętnastkach”, który debiutował w reprezentacji mniej niż dwa tygodnie wcześniej, był szeroko komentowany i mimo mieszanych opinii, uznany został za spore zaskoczenie. W samym turnieju reprezentacja Anglii nie przebrnęła fazy grupowej, za co Lancaster stracił posadę w sztabie reprezentacji. Krytyka nasiliła się dodatkowo po powrocie słabo spisującego się w union Burgessa do South Sydney Rabbitohs i odmiany 13-osobowej w kilka tygodni po mistrzostwach. W późniejszych wywiadach były już trener kadry przyznawał, że w czasie selekcji popełnił błąd, z kolei Burrell ujawnił, że brak powołania spowodował u niego silne załamanie emocjonalne.
Po turnieju stanowisko selekcjonera reprezentacji Anglii objął Eddie Jones, który jednak nie widział w kadrze miejsca dla środkowego Northampton. Burrell powrócił do szerokiego składu drużyny narodowej podczas Pucharu Sześciu Narodów 2016, kiedy zastąpił niezdolnego do gry Olliego Devoto. Nie wystąpił jednak w nadchodzącym meczu z Irlandią, a po tygodniu został zmieniony przez wracającego do zdrowia Manu Tuilagiego. W maju 2016 roku pochodzący z Huddersfield środkowy znalazł się w składzie England Saxons mających rozegrać mecze ze swoim południowoafrykańskim odpowiednikiem, Emerging Springboks. Wziął też udział w rozegranym w niepełnym składzie sparingu Anglia – Walia, w którym zdobył jedno z przyłożeń. Kiedy kolejny uraz wykluczył Tuilagiego z mającego rozpocząć się kilka dni później tournée po Australii, jego miejsce zajął właśnie Burrell. Środkowy rozpoczął w podstawowym ustawieniu pierwszy mecz z „Wallabies”, jednak jeszcze przed przerwą został zdjęty z boiska – Eddie Jones postanowił wrócić do sprawdzonego podczas Pucharu Sześciu Narodów ustawienia z George’em Fordem i Owenem Farrellem na pozycjach numer 10 i 12. Decyzja ta zdaniem komentatorów odmieniła losy meczu i całej serii, a zawodnik Northampton nie pojawił się już ponownie na boisku podczas australijskiej serii spotkań.

## Statystyki
Występy na arenie międzynarodowej
| Drużyna narodowa | Rok  | Mecze | Punkty |
| ---------------- | ---- | ----- | ------ |
| Anglia           |      |       |        |
| 2014             | 7    | 15    |        |
| 2015             | 6    | 0     |        |
| 2016             | 2    | 5     |        |
| Suma             | Suma | 15    | 20     |

Przyłożenia na arenie międzynarodowej
| Lp. | Data          | Miejsce                       | Przeciwnik | Rozgrywki                   |
| --- | ------------- | ----------------------------- | ---------- | --------------------------- |
| 1.  | 1 lutego 2014 | Stade de France, Saint-Denis  | Francja    | Puchar Sześciu Narodów 2014 |
| 2.  | 8 lutego 2014 | Murrayfield Stadium, Edynburg | Szkocja    | Puchar Sześciu Narodów 2014 |
| 3.  | 9 marca 2014  | Twickenham Stadium, Londyn    | Walia      | Puchar Sześciu Narodów 2014 |
| 4.  | 29 maja 2016  | Twickenham Stadium, Londyn    | Walia      | mecz towarzyski             |

## Życie osobiste
Ojciec Luthera, Geoff urodził się na Jamajce. Pracował w przemyśle chemicznym, a następnie jako ochroniarz. Matka – Joyce –  była pielęgniarką.